# Centre pour la promotion des arts (Finlande)
Le Centre pour la promotion des arts (en finnois : Taiteen edistämiskeskus, en abrégé Taike) est une agence gouvernementale chargé de la promotion des arts en Finlande.

## Présentation
Le centre dépendant du ministère de l'Éducation et de la Culture, a commencé ses activités début 2013, en remplacement du Comité central de l'art.
Le Parlement a approuvé la loi du Centre pour la promotion des art le 7 novembre 2012. 
La loi prévoit que les décisions des différents organes d'experts du Centre doivent être fondées sur une évaluation par les pairs,.

## Mission
Le Centre a pour mission :
- promouvoir l'art à l'échelle nationale et internationale
- promouvoir la culture aux niveaux national et international dans la mesure où il ne relève de la responsabilité d'aucune autre autorité
- veiller aux conditions de travail des artistes
- contribuer aux ressources des artistes
- être responsable de l'administration, de la préparation, de la présentation et de la mise en œuvre des décisions des Conseils d'État des arts, des Conseils régionaux des arts et des conseils spéciaux et du Conseil des arts, qui sont liés au Centre.
- accomplir toutes autres actions prescrites par le Ministère de l'éducation et de la culture.
- le Centre peut également confier aux bureaux régionaux des actiins nationales spécifiques dans le domaine de la promotion de l'art et de la culture.

## Conseil artistique
Pour la période du 1 septembre 2019 au 31 août 2022, le conseil artistique regroupe le président Juha Itkonen, la vice présidente Rosa Meriläinen et les membres Sari Kaasinen, Ville Matvejeff, Melek Mazici, Hanna Rosendahl, Hannu Saha, Philip Teir et Mauri Ylä-Kotola.

## Bureaux
Au 27 janvier 2020, les bureaux du centre sont :
- Hakaniemenranta 6, Helsinki
- Kauppakatu 11, Joensuu
- Keskustie 20 C 32, Jyväskylä
- Kauppamiehenkatu 4, Kouvola
- Haapaniemenkatu 40 E 2, Kuopio
- Mannenkatu 6 B, Oulu
- c/o ELY-keskus du Satakunta, Yrjönkatu 20, Pori
- Eteläranta 55, Rovaniemi
- Yliopistonkatu 38, Tampere
- Valtion virastotalo, Itsenäisyydenaukio 2, Turku
- Wolffintie 35 C, Vaasa